# Sampson Sievers
Sampson Sievers, geboren als Edward Graf von Sievers (russisch Сампсон Сиверс; * 10. Juli 1900 in Sankt Petersburg; † 24. August 1979 in Moskau), war ein berühmter Mönch und Priester der russisch-orthodoxen Kirche.

## Leben
Er war der Sohn des Grafen Esper Alexander von Sievers und der Engländerin Mabel Annie Gare.
Sampson Sievers entstammt dem Adelsgeschlecht Sievers und wuchs in den hohen Kreisen der russischen Zarengesellschaft auf. Er konnte bereits in seinen Jugendjahren Englisch, Deutsch, Französisch und Griechisch fließend sprechen. Nach der russischen Revolution 1917 wurde er mehrfach verhaftet und jahrelang inhaftiert. Er wirkte als Mönch und Priester unter anderem in Sankt Petersburg und Mordwinien, wo er als „Wunderheiler“ große Bekanntheit erlangte.